# Rudolf Blaháček
Rudolf Blaháček (*18. září 1942 Brno, Protektorát Čechy a Morava) je český kameraman, který je aktivní v Německu.

## Kariéra
Počátkem 60. let 20. století navštěvoval pražskou FAMU, kde studoval kameru. V letech 1961-64 pracoval jako asistent kamery (například Kdyby tisíc klarinetů z roku 1964). V roce 1971 emigroval a získal trvalé bydliště v Západním Německu, kde již působil jako hlavní kameraman. V 90. letech působil v Čechách na sérii pohádkových filmů režiséra Václava Vorlíčka.
Má syna Rudolfa Blaháčka (*1965), který pracuje jako kameraman aktivně v Kanadě.

## Filmografie (výběr)
| - 1981: Egon Schiele – Exzesse - 1981: Obszön – Der Fall Peter Herzl - 1981: Elektra - 1981: Doktor Faustus - 1982: Die Insel der blutigen Plantage - 1984: Flammenzeichen - 1985: Miko – Aus der Gosse zu den Sternen - 1989: Sukkubus – Den Teufel im Leib - 1990: Erfolg - 1993: Císařovy nové šaty - 1995: Kouzelný měšec - 1996: Angst hat eine kalte Hand - 1996: Der Schrei der Liebe | - 1997: Pták Ohnivák - 1997: Der Rosenmörder - 1997: Reise in die Nacht - 1997: Jezerní královna - 1998: Klemperer – Ein Leben in Deutschland - 2000: Goebbels und Geduldig - 2000: Ein mörderischer Plan - 2001: Späte Rache - 2001: Lilly unter den Linden - 2002: Die Mutter - 2002: Pravdu má, kdo miluje (Wer liebt, hat Recht) - 2006: Silberhochzeit - 2007: Zwischen heute und morgen |